# 발렌티니아누스 왕조
콘스탄티누스 왕조의 마지막 황제인 율리아누스와 이후 즉위한 요비아누스가 죽자 발렌티니아누스를 황제로 추대하면서 발렌티니아누스 왕조로 이름이 바뀌었다. 발렌티니아누스 1세는 친동생 발렌스와 동서로 나누어 다스렸는데 자신은 서방을 동생 발렌스는 동방을 다스리며 함께 제국을 담당했지만 동생인 발렌스는 하드리아노폴리스 전투에서 전사 그리고 자신은 뇌졸중에 시달리다 죽었다. 383년에는 마그누스 막시무스가 그라티아누스 황제를 살해하고 제위를 찬탈하여 황제가 되었으며 392년에 아르보가스트가 발렌티니아누스 2세를 살해하여 에게니우스를 황제로 옹립함으로써 발렌티니아누스 왕조는 역사 속으로 사라졌고 많은 사학자들로부터 로마 제국의 멸망을 가속화시켰다는 평을 받는다.

## 역대 발렌티니아누스 왕조의 황제
발렌티니아누스 1세(364년~375년)
발렌스(364년~378년)
그라티아누스(368년~383년)
발렌티니아누스 2세(375년~392년)
발렌티니아누스 3세(425년~455년)

## 같이 보기
- 이탈리아 (로마 제국)
- 로마의 속주